# Caprica (televisieserie)
Caprica is een Amerikaanse sciencefictionserie die zich afspeelt in het Battlestar Galactica-universum. De serie vormt een prequel op de serie uit 2004. De serie ging van start op 22 januari 2010 op het Amerikaans kabeltelevisienet Syfy, en liep tot 30 november van dat jaar. In Nederland werd de serie vanaf 21 augustus 2012 voor het eerst uitgezonden op RTL 7.

## Opzet
De serie speelt zich af op de fictieve planeet Caprica, ongeveer 58 jaar voor de gebeurtenissen uit Battlestar Galactica. Anders dan de post-apocalyptische ondertoon van de serie Battlestar Galactica, toont Caprica een wereld die ten onder aan het gaan is door haar eigen succes.
Centraal in de serie staan de Graystones, een familie bestaande uit Daniel, een computergenie, vooral op het gebied van AI en robots; Amanda, een briljante arts en hun dochter Zoe, die stiekem al een AI, een simulatie van haarzelf, gebouwd heeft.
Caprica heeft hoofdzakelijk een polytheïstisch theologie/religie maar steeds meer mensen, waaronder Daniel, zijn agnostisch of atheïstisch. Zoe en haar 2 vrienden zijn (stiekem) monotheïsten en verwerpen de gangbare theologie.
Wanneer dochter Zoe samen met haar vrienden besluit weg te lopen, komt zij om het leven bij een terroristische aanslag, wanneer haar vriend Ben Starck met behulp van explosieven de trein opblaast.
Haar vriendin Lacey die zich bedacht had, en niet mee op de trein stapte, gaat vervolgens op zoek naar de simulatie en zo ontdekt Daniel de simulatie die Zoe gemaakt had. Hij ziet kans om deze simulatie te gebruiken als AI voor zijn robots, die later de Cylons zullen worden.

## Ontwikkeling
Het idee voor Caprica ontstond tijdens het tweede seizoen van Battlestar Galactica, toen Ronald D. Moore en David Eick nadachten over de situatie voor de serie. Het idee werd echter opzij geschoven omdat ze zich eerst wilden concentreren op Battlestar Galactica zelf. In 2006 kwam scenarioschrijver Remi Aubuchon met een idee van een film over kunstmatige intelligentie. Hij bood dit idee aan bij Universal Pictures, maar die wezen hem af. Wel werd hij doorverwezen naar Moore en Eick. Samen met hen zette hij zijn script om tot een idee voor de serie Caprica.
Op 18 maart 2008 kondigde Sci-Fi Channel aan dat er een twee uur durende pilotaflevering voor de serie zou worden gemaakt. Afhankelijk van hoe die pilot werd ontvangen zou worden besloten of er een serie wordt gemaakt. De pilot werd in april 2009 uitgezonden en was succesvol genoeg om de serie groen licht te geven. De serie werd daarna verder uitgewerkt door NBC Universal Television Studio, samen met producers van Battlestar Galactica (Ronald D. Moore en David Eick) en 24.
De serie is opgenomen in en rond Vancouver. De muziek van de serie is samengesteld door Bear McCreary.

## Cast
- Eric Stoltz als Daniel Graystone
- Esai Morales als Joseph Adama
- Paula Malcomson als Amanda Graystone
- Polly Walker als Sister Clarice Willow
- Alessandra Torresani als Zoe Graystone
- Magda Apanowicz als Lacy Rand
- Sasha Roiz als Sam Adama
- Polly Walker als Clarice Willow